# Campionati africani di ciclismo su strada - Cronometro maschile Juniors
La Cronometro maschile Juniors è uno degli eventi disputati durante i Campionati africani di ciclismo su strada. Per la prima volta fu corsa nel 2012. Con le eccezioni del 2014 e 2020, la corsa è stata disputata annualmente.

## Albo d'oro
Aggiornato all'edizione 2023.
| Anno | Vincitore               | Secondo            | Terzo                            |
| ---- | ----------------------- | ------------------ | -------------------------------- |
| 2012 | Abderrahmane Bechlaghem | Sébastien Tyack    | Abderrahmane Mansouri            |
| 2013 | Ivan Venter             | Morne Van Niekerk  | Abderrahmane Bechlaghem          |
| 2014 | non disputata           | non disputata      | non disputata                    |
| 2015 | Gregory De Vink         | Islam Mansouri     | Chokri Al Mehdi                  |
| 2016 | Abdelraouf Bengayou     | Christopher Lagane | Hanza Mansouri                   |
| 2017 | Hanza Mansouri          | Mohammed Medrazi   | Kiflom Gademaedhim Gebreselassie |
| 2018 | Biniam Girmay           | Yves Nkurunziza    | Natan Medhanie                   |
| 2019 | Welay Berhe             | Metkel Misgun      | Tesfu Redae                      |
| 2020 | non disputata           | non disputata      | non disputata                    |
| 2021 | Pedri Crause            | Etienne Tuyizere   | Justin Chesterton                |
| 2022 | Aklilu Arefayne         | Yonas Tekie        | Francois Hofmeyr                 |
| 2023 | Djaoued Nhari           | Lawrence Lorot     | Nasrallah Essemiani              |

## Medagliere
| Pos.   | Nazione   | Oro | Argento | Bronzo | Totale |
| ------ | --------- | --- | ------- | ------ | ------ |
| 1      | Algeria   | 4   | 1       | 4      | 9      |
| 2      | Sudafrica | 3   | 1       | 2      | 6      |
| 3      | Eritrea   | 2   | 2       | 1      | 5      |
| 4      | Etiopia   | 1   | 0       | 2      | 3      |
| 5      | Mauritius | 0   | 2       | 0      | 2      |
| 5      | Ruanda    | 0   | 2       | 0      | 1      |
| 7      | Marocco   | 0   | 1       | 1      | 2      |
| 8      | Uganda    | 0   | 1       | 0      | 1      |
| Totale | Totale    | 10  | 10      | 10     | 30     |